# Renukoot
Renukoot är en stad i den indiska delstaten Uttar Pradesh, och tillhör distriktet Sonbhadra. Folkmängden uppgick till 12 409 invånare vid folkräkningen 2011, med förorter 80 562 invånare.